# Bucephala (geslacht)
Bucephala is een geslacht van vogels uit de familie van de eendachtigen (Anatidae). De naam is afgeleid van het Griekse βουκεφαλος (boukephalos), met ossenkop, met grote kop, een verwijzing naar de verenkam op de achterzijde van de schedel van met name de buffelkopeend, waardoor de kop groot lijkt. De naam werd al door Linnaeus gebruikt in de combinatie Anas bucephala. Het geslacht omvat drie soorten.

## Soorten
- Bucephala albeola – Buffelkopeend
- Bucephala clangula – Brilduiker
- Bucephala islandica – IJslandse brilduiker